# Тепепа
«Тепепа» (итал. Tepepa) — испано-итальянский спагетти-вестерн 1969 года, снятый Джулио Петрони. В главный ролях снялись Томас Милиан и Орсон Уэллс. Фильм снят в духе революционного фильма, показывающий противостояние двух звёзд — Милиана, известного в Италии, и Уэллса, известного в США.

## Сюжет
Мадеро не удовлетворяют действия революционера Тепепы, который вместе с группой преданных бойцов продолжает свою войну против правительственных войск, чувствуя себя высмеянным самим Мадеро — бывшим революционером, а ныне президентом Мексики. Тепепа часто сталкивается с грозным полковником Каскорро, а также его преследует английский врач Генри Прайс, который хочет отомстить Тепепе за изнасилование своей возлюбленной, которая покончила жизнь самоубийством. Во время последнего сражения, полковник тяжело ранил Тепепу, который столько раз избегал ранений, но в решающей схватке революционер смог убить полковника Каскорро. Доктор Прайс несмотря на ненависть к Тепепе, во время сражения был на его стороне, и ему предоставился шанс отомстить, убив Тепепу с помощью скальпеля во время операции.

## Производство
На главные роли в фильме были взяты Томас Милиан и Орсон Уэллс. Режиссёр фильма Джулио Петрони, остался недоволен работой последнего. Петрони утверждал, что атмосфера на съемках была «ужасной», и что Уэллс называл Милиана (который боготворил актёра) — «Грязным кубинцем».

## В ролях
| Актёр              | Роль                     |
| ------------------ | ------------------------ |
| Томас Милиан       | Хесус Мария Моран/Тепепа |
| Орсон Уэллс        | полковник Каскорро       |
| Джон Стайнер       | доктор Генри Прайс       |
| Лусиано Касамоника | Пакито                   |
| Анхель Ортис       | Франсиско                |
| Хосе Торрес        | Педро Перейра            |
| Джордж Ванг        | мистер Чу                |
| Франсиско Санс     | президент Мадеро         |